# Calendrier (Microsoft)
Pour les articles homonymes, voir Calendrier (homonymie).
Calendrier (anciennement Windows Live Calendar et Windows Live Hotmail Calendar) est le gestionnaire d’agenda de Microsoft, associé à la messagerie Outlook.com.

## Historique

### Windows Live Calendar
En juin 2006, il officiellement annoncé que Windows Live Calendar exposerait entre autres des fonctionnalités iCalendar, des partages et des notes ainsi qu'une nouvelle interface simplifiée.
Windows Live Calendar est annoncé en développement chez Microsoft le 17 août 2007. Quelques mois plus tard, une démonstration de Windows Live Calendar beta est distribuée au grand public le 5 novembre 2007.
Le 20 juin 2008, une mise à jour de Windows Live Calendar est mise en ligne ajoutant automatiquement les dates d'anniversaire dans Windows Live Contacts et le calendrier des jours fériés dans des pays comme l'Allemagne, la Chine, le Chili, l'Espagne, la France, Hong Kong, l'Inde, l'Indonésie, la Corée, la Malaisie, les Philippines, la Russie, Taiwan, la Thaïande, Singapour, les États-Unis et le Royaume-Uni. Des changements dans l'interface ont été effectuées et ajoutent entre autres la capacité d'options en clic-droit. Le 18 septembre 2008, Windows Live Calendar est mis à jour en Wave 3.

### Windows Live Hotmail Calendar
La version "Wave 4" des services Windows Live est distribuée le 7 juin 2010, donnant les prévisions météorologiques pour les cinq prochains jours en jour, semaine ou mois. L'application Windows Live Calendar est plus tard renommée Windows Live Hotmail Calendar.
Le 22 août 2011, une nouvelle mise à jour est effectuée sur Windows Live Hotmail Calendar.

### Calendrier
La version actuelle est lancée le 2 avril 2013, elle s’accorde avec Windows 8 et Outlook.com.

## Fonctions
- Partage de calendrier
- Rappels
- Agenda
- Notification de la journée